# Sexeappeal
Sexeappeal es un grupo de rock procedente de Venezuela.

## Historia
SEXEAPPEAL nace como otra típica agrupación de secundaria, cuando sus fundadores decidieron agruparse para interpretar en su tiempo libre canciones de sus grupos favoritos. Luego de lograr ensamblar un extenso repertorio musical, SEXEAPPEAL inició la búsqueda de una voz, siendo el elegido Daniel, un vocalista formado en estilos que distaba mucho de aquellos que influenciaban en principio a la agrupación.
Luego de cierto tiempo presentándose en pequeños conciertos, Jesús (Guitarra) decide partir a Canadá a realizar estudios de idiomas, iniciando SEXEAPPEAL un largo y forzado descanso.
A su regreso de Canadá, Jesús y la banda deciden reintegrarse, sumándose Alfredo (Batería) y Aldemaro (Bajo), quienes eran además compañeros de Daniel en otros proyectos musicales. Ya con esta conformación, SEXEAPPEAL se traza un nuevo objetivo: la composición de su propia música y la grabación de un disco.
Así las cosas, la conformación final de la banda queda con cinco integrantes, distribuidos de la siguiente manera: Daniel Salazar (voz), Jesús Ramos Tollinchi (Guitarra), Vazken Kouftaian (Guitarra), Aldemaro Rodríguez (Bajo) y Alfredo Ramos Tollinchi (Batería).
Hecho esto, la banda dedica bastante tiempo a la composición musical de sus propios temas, situación que los absorbió por completo y los mantuvo alejados de la escena roquera de Cumaná durante aproximadamente un año.
Estando preparados, decidieron iniciar la grabación de su primer demo, en la ciudad de Cumaná, grabando seis temas: Face 2 Face, El silencio es rey, Sexeappeal, Nunca más, Déjame intentar y No mires atrás.
Posteriormente, participaron en el II y III Festival Nuevas Bandas Capítulo Sucre junto a otras bandas regionales.
Luego, la banda da varios conciertos en la ciudad de Cumaná, compartiendo tarima con diversos artistas nacionales, y con mucho esfuerzo de sus integrantes y la ayuda de CDProductions (CD Rodríguez, David Silva y Dennis Castillo), quienes contribuyen a impulsar su imagen, empieza a sonar en las radios locales, recibiendo gran apoyo del público cumanés.
Seguidamente, la agrupación se concentra en componer nuevos temas y en la grabación de su primer disco, en la ciudad de Caracas, en enero de 2006, grabando un total de catorce canciones.
Así se inicia la historia de SEXEAPPEAL, una ya no tan típica banda de chicos de secundaria, sino más bien una banda con un estilo original, definido, novedoso y versátil, de alta calidad musical y de gran armonía sonora, con temas plasmados en una gran grabación independiente.

## Actual
El jueves 16 de agosto la banda Sexeappeal realizó el showcase de su disco “Corazones y Bolsillos Rotos” y presentó el video de su sencillo promocional “Mal Perdedor” en el Teatro Luis Mariano Rivera de la ciudad de Cumaná – Estado Sucre.
El disco fue grabado en el año 2006 en los estudios R&M en Caracas –Venezuela y en R&T Recording Studio en Montreal, Canadá y fue mezclado y masterizado en los estudios Angell Records de Montreal por el productor musical de la banda, Nelson Vipond. El disco consta de temas del género Pop & Rock, entre los cuales existen canciones agresivas como No te Quiero Amar y No Mires Atrás, así como también otras más suaves, acompañadas de violines y cellos, como Sin Explicación y Nunca Más.
El video fue grabado en mayo de 2007 por el director canadiense Pierre Gourde y el director venezolano Antonio Figueroa, quienes hicieron una perfecta mezcla Canadiense – Cumanesa, plasmada en formato cine, y contó con la participación de la modelo Fabiana Fernández.
El sencillo promocional “Mal Perdedor” ya está empezando a rotar en radio a nivel nacional y el video también en TV e Internet http://sexeappeal.net.
Sexeappeal está trabajando en su 2.ª producción independiente con la incorporación de la nueva vocalista Siomara Salmerón. (2009)

## Miembros
- Siomara Salmerón - <Voz>
- Jesús Ramos Tollinchi - <Guitarra>
- Vazken Kouftaian - <Guitarra>
- Aldemaro Rodríguez <Bajo>
- Alfredo Ramos Tollinchi <Batería>
- Daniel Salazar - <Letras>

## Discografía

### Álbum
- <Corazones y bolsillos rotos> - [<2007>]

1. Voltea para que te enamores
2. Déjame Intentar
3. No Mires Atrás
4. El Silencio es Rey
5. Face 2 Face
6. Todo Terreno
7. La Marca de Caín
8. Sexeappeal
9. Camino Hacia Ningún Lugar
10. No Te Quiero Amar
11. Mal Perdedor